# Boom Boom Boom/Come On Baby
「Boom Boom Boom／Come On Baby」（ブン・ブン・ブン／カモン・ベイビー）は、2007年5月23日に発売された郷ひろみ88作目のシングル。

## 概要
両A面シングルとしては松田聖子とのスプリットシングル「True Love Story/さよならのKISSを忘れない」以来8作振り、郷の単独名義としては「どこまでアバンチュール/ケアレス・ウィスパー」以来36作振り。
「Boom Boom Boom」はダビッド・ビスバルの「Oye el Boom」を日本語詞でカバー。カバーによるシングルは「GOLDFINGER'99」以来12作振り。
「Come On Baby」は国土交通省『ビジット・ジャパン・キャンペーン』キャンペーンソング。
ジャケットは2種類存在する。初回仕様盤は本人絵柄ステッカー封入で8Pブックレット仕様、初回仕様盤が市場から無くなり次第、6Pブックレット仕様の通常盤に切り替わる（ブックレット使用写真も異なる）。

## 収録曲
1. Boom Boom Boom（4分29秒）
作詞・作曲：キケ・サンタンデール
日本語詞：森雪之丞／編曲：真崎修
ダビッド・ビスバルの「Oye el Boom」を日本語詞にしてカバーした楽曲[注 1]。
2. Come On Baby（4分19秒）
作詞：澤本嘉光／作曲：m-takeshi／編曲：河野伸
3. Come On Baby〜English version〜（4分19秒）
作詞：Lori Fine／作曲：m-takeshi／編曲：河野伸
2曲目の全編英語詞ヴァージョン。
4. Boom Boom Boom (Instrumental)
5. Come On Baby (Instrumental)

## 参加ミュージシャン
- 郷ひろみ：Vocal (#1,2,3)、Chorus (#1)

Additional Musician
- 真崎修：Electric Guitars (#1,4)
- 小倉昌浩：Lead Acoustic Guitars (#1,4)
- 山中剛：All Other Instruments (#1,4)
- ダイナマイトブラザーズ：Chorus (#1)

## 楽曲の収録アルバム
- SAMBA de GO 〜HIROMI GO Latin Song Collection〜 (#1)
- place to be (#1)